# 崔汝珍
崔汝珍（韓語：최여진，1983年7月27日—），韓國女演員、模特兒，身高176公分。

## 演出作品

### 電視劇
- 2002年：SBS《認真生活》
- 2004年：KBS《對不起，我愛你》飾演 文智英
- 2005年：SBS《餅乾老師星星糖》飾演 盧珍瑪
- 2006年：KBS《來不及的愛》飾演 趙賢秀
- 2007年：SBS《開朗醫師奉達熙》飾演 趙雅菈
- 2007年：SBS《黃金新娘》飾演 玉智英
- 2008年：MBC《我的女人》飾演 張泰熙
- 2009年：SBS《我的夢想型男》飾演 張秀珍
- 2010年：MBC《越看越可愛》飾演 林如真
- 2011年：tvN《需要浪漫》飾演 朴書妍
- 2012年：KBS《Dream High 2》飾演 安泰妍
- 2012年：JTBC《給親愛的你》飾演 白仁晶
- 2013年：SBS《錢的化身》飾演 全智厚
- 2014年：tvN《急診男女》飾演 申智慧
- 2014年：tvN《有理的愛情》飾演 張熙秀
- 2015年：Mnet《The Lover》飾演 崔真女
- 2015年：E Channel（朝鲜语：E채널）《Riders：抓住明日》飾演 高泰拉
- 2016年：KBS《通往機場的路》飾演 宋美珍
- 2017年：MBC《時尚媽咪》飾演 富Tina
- 2017年：KBS《Jugglers》飾演 秘書長
- 2018年：KBS《Lovely Horribly》飾演 奇恩英
- 2020年：Netflix《我的全像情人》飾演 高有珍
- 2021年：KBS《基督山小姐》飾演 吳河拉

### 電影
- 2005年：《Love In Magic》（客串）
- 2005年：《格斗术》
- 2005年：《韓城攻略》饰演 崔純兒
- 2006年：《孔必斗》
- 2008年：《少年导演》
- 2015年：《像豬一樣的女子》飾演 有子
- 2017年：《容順》

### MV
- 2004年：M.C. The Max《不要幸福》
- 2004年：M.C. The Max《叫做離別的名字》
- 2004年：李賢宇《不要停止》
- 2006年：Placebo Effect《Love Effect》
- 2007年：金佑柱《Moment》（與李天熙）
- 2009年：Wax《一通電話也沒有》
- 2009年：朱玟奎《我的女人》
- 2010年：MC The Max《我愛你》

### 綜藝節目
- 2016年：SBS《叢林的法則》（新喀里多尼亞篇）
- 2016年：KBS《奇怪的休假》（印度篇-與李詩英）
- 2017年：tvN《10歲差異》
- 2020年：MBC Every1《帆船远征队:The Beginning》

## 廣告
- 魔法 ( 2007 )
- 家樂氏的穀物故事 ( 2007 )
- 摩托羅拉Razer Look（2009 年）
- 樂天七星飲料六大熱門 ( 2013 )

## 獎項
- 2001年：中央日報加拿大超模大賽-獲獎
- 2007年：SBS演技大賞-新星獎-外科醫生奉達熙-獲獎
- 2008年：第1屆韓國珠寶大獎-藍寶石獎-獲獎
- 2010年：MBC演藝大賞-喜劇女性優秀獎-越看越可愛-獲獎
- 2012年：MBC與星共舞第二季-錦標賽-獲獎

## 外部連結
- 崔汝珍的Instagram帳戶
- 崔汝珍在NAVER上的资料
- 崔汝珍在Daum上的资料